# Paratrachichthys
Paratrachichthys är ett släkte av fiskar. Paratrachichthys ingår i familjen Trachichthyidae.
Kladogram enligt Catalogue of Life:
| Paratrachichthys | \| \| Paratrachichthys fernandezianus \| \| \| \| \| \| Paratrachichthys macleayi \| \| \| \| \| \| Paratrachichthys trailli \| \| \| \| |
|                  | \| \| Paratrachichthys fernandezianus \| \| \| \| \| \| Paratrachichthys macleayi \| \| \| \| \| \| Paratrachichthys trailli \| \| \| \| |
|                  | Aulotrachichthys |
|                  | |
|                  | Gephyroberyx |
|                  | |
|                  | Hoplostethus |
|                  | |
|                  | Optivus |
|                  | |
|                  | Parinoberyx |
|                  | |
|                  | Sorosichthys |
|                  | |
|                  | Trachichthys |
|                  | |
|                  | Paratrachichthys fernandezianus |
|                  | |
|                  | Paratrachichthys macleayi |
|                  | |
|                  | Paratrachichthys trailli |
|                  | |

|  | Paratrachichthys fernandezianus |
|  |                                 |
|  | Paratrachichthys macleayi       |
|  |                                 |
|  | Paratrachichthys trailli        |
|  |                                 |